# Aeroportul Sasereme
Aeroportul Sasereme (IATA: TDS, ICAO: AYSS) este un aeroport din Gulf Province⁠(d), Papua Noua Guinee.
aeroportul dispune de o singură pistă.